# فلورنسا بارون
فلورنسا بارون (بالإنجليزية: Florence Baron)‏ هي محامية وقاضية بريطانية، ولدت في 7 أكتوبر 1952، وتوفيت في 9 ديسمبر 2013.